# Strömsholmen, Virserum
Strömsholmen är en holme i Virserumsån i Virserums tätort.
Mellangården, senare kallad Holmen, var i slutet av 1800-talet en av fyra gårdar, som låg i det som då var Virserums kyrkby. Gårdens huvudbyggnad låg på en Strömholmen, strax nedanför Virserumssjöns utlopp i Virserumsån. Gården hade betydande markområden i kyrkbyn, vilka köptes av Virserums municipalsamhälle 1936. 
Gårdens huvudbyggnad, den som senare skulle bli Hotell Strömsholmen, var ursprungligen ett grått, timrat hus i två våningar. Kassören August Petersson byggde om huset med ytterligare ett par våningar och en tvåvånings glasveranda. Efter honom beboddes huset av Oscar Edvard Ekelund, ägare till Oskar Edvard Ekelunds Snickerifabrik.
Paret Arvid och Anna Sandell drev Hotell Strömsholmen i byggnaden mellan 1932 och 1965. Folkets Hus-föreningen köpte området 1945 för att bygga ett nytt Folkets hus. Hotellbyggnaden revs 1973, men planerna på ett nytt Folkets hus realiserades inte.
På Strömsholmen har sommartid spelats friluftsteater, bland annat Dackespelet 2007 och 2008.